# Augusto Morelli Pando
Augusto Enrique Morelli Pando (Lima, 13 de febrero de 1916-15 de agosto de 2012), diplomático peruano. Fue ministro plenipotenciario en la República Árabe Unida y embajador en el Líbano, Portugal, Francia y Alemania.

## Biografía
Nacido en Lima el 13 de febrero de 1916, fue hijo de Lorenzo Morelli Sáenz y Enriqueta Pando y Pomar. Hermano suyo es el también diplomático Jorge Morelli Pando.
Cursó estudios superiores en Letras y Derecho en la Pontificia Universidad Católica del Perú, donde se graduó de bachiller. En 1944, ingresó al servicio diplomático como secretario y fue destinado, primero, a Río de Janeiro y, luego, a Quito, Ciudad de México y La Paz. Pasó a la Cancillería y fue sucesivamente ascendido a consejero, en 1957, y ministro, en 1959. Al año siguiente, regresó a la embajada en Ciudad de México y, después, fue destinado a París. 
Estuvo casado con Rosa Grau Wiese, nieta del almirante Miguel Grau, y luego con Rosa Ferrand López-Aliaga.
En 1963, el gobierno de Fernando Belaúnde lo designó ministro plenipotenciario en El Cairo y en 1965 embajador en el Líbano. En 1967, ocupó la Dirección de Protocolo y después la Dirección de Asuntos Culturales de la Cancillería. En 1969, fue nombrado embajador en Portugal y en 1972 embajador en Francia, representante permanente ante la Unesco y embajador concurrente en Grecia. En 1979, fue designado embajador en Alemania, cargo que ocupó hasta 1982 cuando pasó a la situación de retiro.

## Distinciones
- Gran Cruz de la Orden del Sol, Perú
- Oficial de la Orden del Cruz del Sur, Brasil
- Oficial de la Orden de Rio Branco, Brasil
- Oficial de la Orden al Mérito, Ecuador
- Oicial de la Orden del Cóndor de los Andes, Bolivia
- Comendador de la Orden de San Carlos, Colombia
- Banda de la Orden del Águila Azteca, México
- Comendador de la Orden de Orange-Nassau, Países Bajos
- Gran Cruz de la Orden Militar de Cristo, Portugal
- Gran Cruz de la Orden al Mérito por Servicios Distinguidos, Perú

- Datos: Q17521411